# Climate Pledge Arena

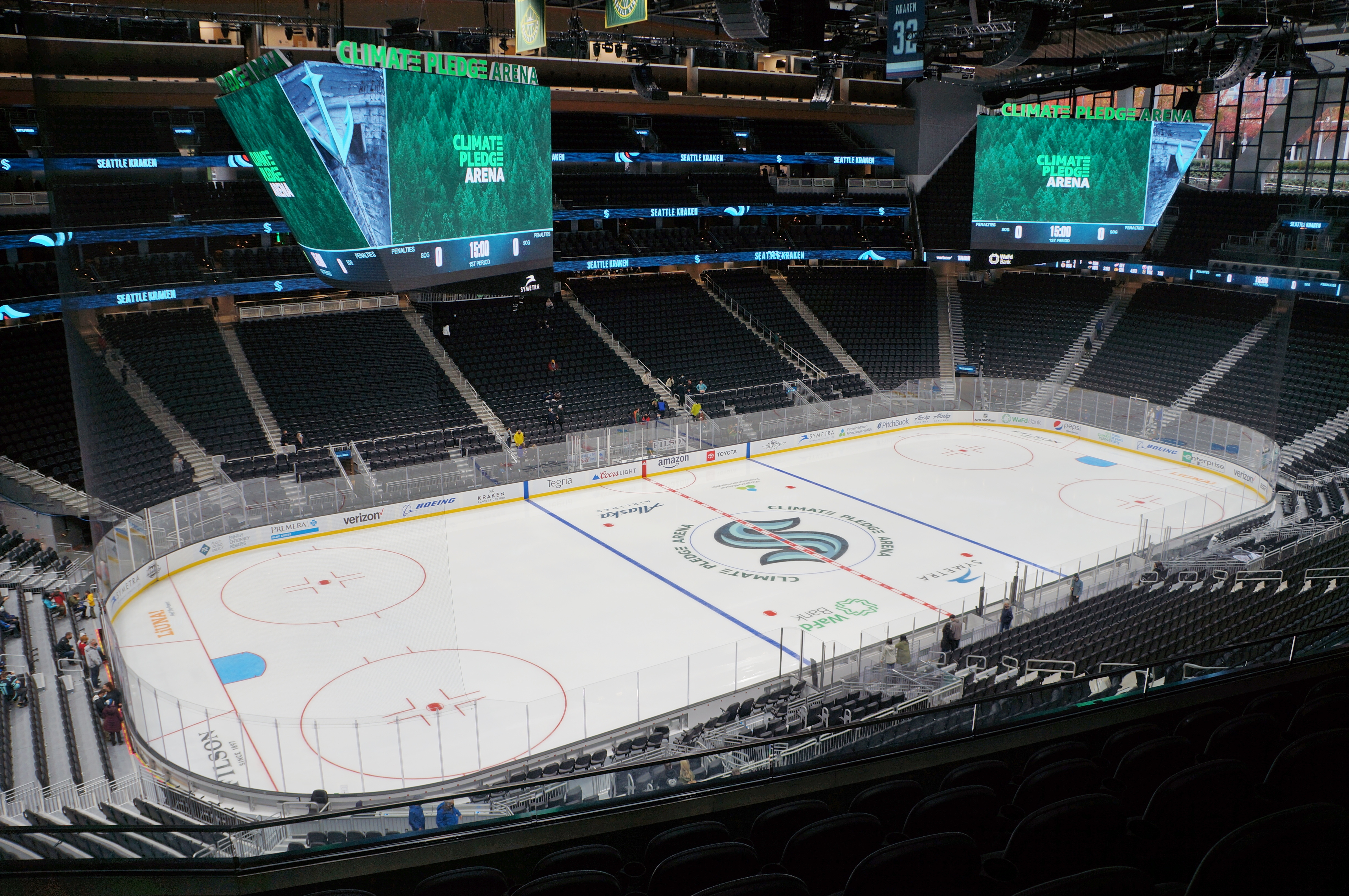
Interior da Climate Pledge Arena.

A Climate Pledge Arena é uma arena multiuso em Seattle, no estado de Washington, nos Estados Unidos. É a casa dos times de hóquei no gelo Seattle Kraken da NHL, de basquetebol Seattle Storm da WNBA e do Seattle Redhawks da NCAA. Foi também a casa do ex-time de basquetebol da NBA Seattle SuperSonics entre 1967 e 1978 e entre 1985 e 2008, quando deixou a cidade e se mudou para Oklahoma City, se transformando no atual Oklahoma City Thunder. Além disso, também é sede de eventos do UFC.